# Lorenz Wappes
Lorenz Wappes (* 13. Januar 1860 in Limbach; † 10. April 1952 in Aschaffenburg) war ein deutscher Forstwissenschaftler und bayerisch-pfälzischer Beamter.

## Leben

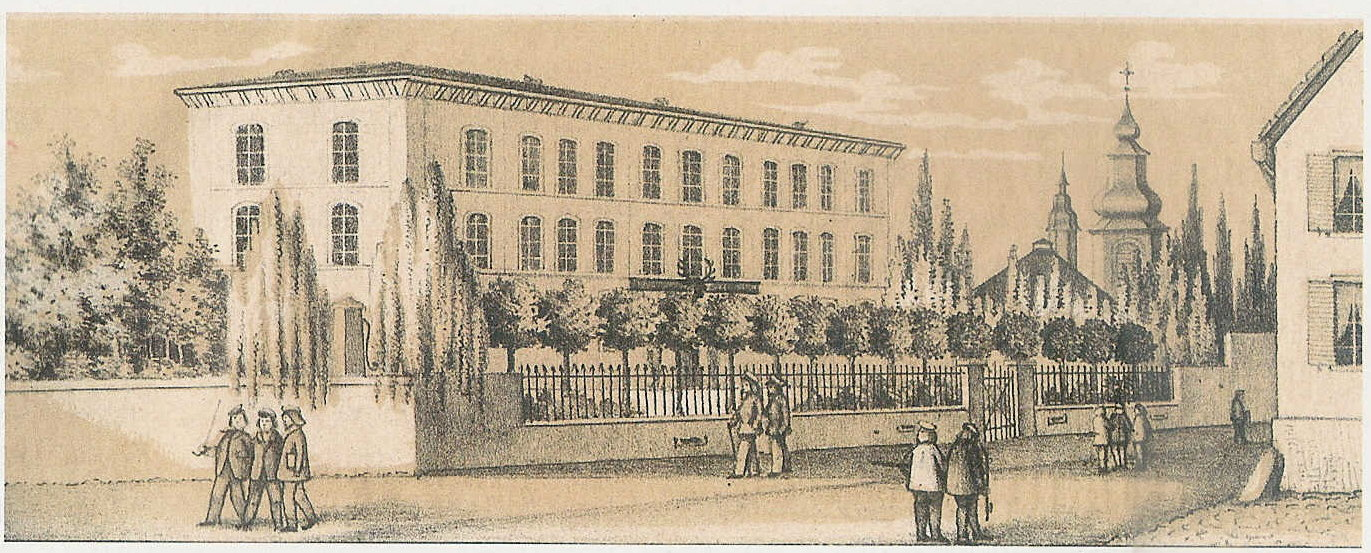
Bayerische Forstlehranstalt in Aschaffenburg (1854)

Wappes stammte aus einem Forsthaus in Limbach und besuchte das Johann-Philipp-von-Schönborn-Gymnasium (Münnerstadt) und das Celtis-Gymnasium in Schweinfurt. Nach dem Abitur studierte er ab Herbst 1878 Forstwissenschaft an der königlich bayerischen Forstlehranstalt in Aschaffenburg. Im selben Jahr wurde er Mitglied des Corps Arminia im Aschaffenburger Senioren-Convent. 1880 wechselte er an die Ludwig-Maximilians-Universität München. Ab 1882 leistete er den Vorbereitungsdienst im heimatlichen Unterfranken. 1885 bestand er den bayerischen Staatskonkurs als bester von 29 Teilnehmern. Bis 1889 war er Forstamtassistent am Forstamt Elmstein-Nord und Bergzabern. Danach war er Wissenschaftlicher Assistent an der Aschaffenburger Forstlehranstalt. 1893 promovierte er in München zum Dr. oec. publ. Im selben Jahr kam er als Forstamtsassessor in Trippstadt wieder in die bayerische Pfalz.
Unter Überspringung der Amtszeit als Forstmeister und Vorstand eines Forstamtes wurde er im Sommer 1897 an die Ministerialforstabteilung im Staatsministerium der Finanzen in München versetzt. Als Forsteinrichtungsreferent wurde er 1902 zum Forstrat ernannt. Er wurde am 1. Oktober 1909 zum Regierungsdirektor befördert und zum dritten Mal in den Rheinkreis versetzt, zur Kammer der Forsten bei der Regierung der bayerischen Pfalz.
Zum Geheimen Rat ernannt, wurde er Anfang 1917 für einige Zeit nach Berlin beurlaubt. Dort sollte er die Geschäftsstelle für kriegswirtschaftliche Forstangelegenheiten einrichten und leiten. In den Wirren des Revolutionsjahres 1919 leitete er vom 31. Mai bis 5. Juni die Regierung der Pfalz, weil der amtierende Regierungspräsident Theodor von Winterstein die  Pfalz hatte verlassen müssen. Ende 1921 wurde Wappes mit der Führung der Geschäfte des bayerischen Staatskommissars für die Pfalz betraut.
Mit Blick auf die etwa 500 bis 1000 zum Teil bewaffneten Separatisten, in der Mehrzahl angeworbene Pfälzer, die 1923 durch Putsch eine Autonome Pfalz erzwingen wollten, sprach Wappes, nun bayerischer Pfalzkommissar, von "gedungenen Ausländern" und dem "Abschaum der rheinischen Städte". In seine Amtszeit fällt der im Staatskommissariat für die Pfalz in München erdachte tödliche Mordanschlag auf Franz Josef Heinz in Speyer am 9. Januar 1924. Im Rang eines Ministerialdirektors wurde Wappes am 16. Januar 1925 pensioniert. Als Alterssitz wählte er seinen Studienort Aschaffenburg.

## Vereinstätigkeit und Ehrungen
Von 1919 bis 1933 war Wappes Vorsitzender des Deutschen Forstvereins (DFV), der zum 100. Geburtstag seines früheren Vorsitzenden im Jahre 1960 den Lorenz-Wappes-Preis stiftete. Mit dem Preis werden bis heute herausragende Aktivitäten in der öffentlichen Darstellung des Waldes und der Forstwirtschaft geehrt. Ab 1933 war Wappes Ehrenkurator des DFV. Wappes gilt zudem als Begründer des Arbeitskreises für Technik in der Forstwirtschaft. Im Jahre 1929 ernannte ihn die Technische Hochschule Dresden zum Dr.-Ing. E. h.
Der deutsche Forstverein hat 1960 zu Wappesens hundertstem Geburtstag den Lorenz-Wappes-Preis für besondere Verdienste um das Forstwesen gestiftet.
Die Stadt Aschaffenburg, der Spessartbund und der Verein Naturpark Spessart e. V. legten 1977 im Strietwald, in dem sich von 1819 bis 1910 der Lehrforst der Forstlichen  Hochschule Aschaffenburg befand, den fünf Kilometer langen Dr. Wappes-Lehrpfad an. Dieser Pfad ist heute Teil des vom Archäologischen Spessartprojekt geschaffenen, acht Kilometer langen Kulturwanderweges Tulpenbaum & Co.
Die Stadt Aschaffenburg hat im Frühjahr 2013 einen Tulpenbaum aus dem Strietwald an das Ehrengrab von Lorenz Wappes auf dem Aschaffenburger Waldfriedhof verpflanzen lassen.